# Franciszek Koryciński
Franciszek Koryciński herbu Topór – kasztelan bracławski w 1685 roku, stolnik krakowski w latach 1671–1685, dworzanin królewski w 1661 roku.
Był członkiem konfederacji gołąbskiej 1672 roku. W 1697 roku był elektorem Augusta II Mocnego z województwa krakowskiego.